# Ernesto Cordero
Ernesto Javier Cordero Arroyo (Cidade do México, 9 de maio de 1968) é um economista e político mexicano, filiado ao Partido da Ação Nacional. É senador de seu país desde 2012, tendo assumido a presidência da casa em agosto de 2013. Anteriormente, de 2009 a 2011, chefiou a Secretaria da Fazenda e Crédito Público do governo Calderón.

## Biografia
Ernesto Cordero nasceu na Cidade do México em 9 de maio de 1968. Filho de Ernesto Cordero Galindo, um conhecido professor de Medicina da Universidade Nacional Autónoma de México (UNAM), e de Graciela Arroyo, um enfermeira que dirigiu a Escola Nacional de Enfermaria da UNAM.
Cordero é casado com Cristina Keller, quem conheceu no Instituto Tecnológico Autónomo de México quando estudava Matemática aplicada. Casaram-se em 1994 e mudaram-se para a Filadélfia, onde concluíram os estudos universitários. Cristina Keller é bacharel em Arquitetura pela Universidade da Pensilvânia, e nunca ocupou um cargo público. Cordero, por sua vez, obeteve seu Mestrado em Economia pela mesma instituição.

## Carreira
Após terminar seus estudos de pós-graduação, em 2001, Ernesto Cordero assumiu a direção da Fundação Miguel Estrada Iturbide, organização encarregada  de dar assessoria técnica aos projetos legislativos do Partido da Ação Nacional. Em 2003 assumiu a Secretaria de Energia e Desenvolvimento Tecnológico, que renunciou no ano seguinte para atuar na campanha presidencial de Felipe Calderón. Em 2008, Calderón nomeou Cordero chefe da Secretaria de Desenvolvimento Social, substituindo Beatriz Zavala Peniche. Neste cargo, Cordero atuou de frente com a Crise financeira que ameaçou o mundo entre 2008 e 2009.